# 陳鴦阿嬤
陳鴦阿嬤（1922年—2013年3月13日），本名陳鴦，臺灣台北市人，臺籍慰安妇。

## 生平

### 秘密往事
陳鴦在21歲應徵去緬甸作食堂工作，在食堂工作一周後，被迫成為慰安婦，一待就是四年。她曾因抗拒被一名姓佐藤的慰安所管理員摑耳光，導致左耳膜破裂，因而終生半聾。在慰安所期間，每年還有三至六個月，她要被抽調到山上偏僻部落提供性服務。
陳鴦在當地巧遇從小認識的手帕交、兩年前先被騙去緬甸當慰安婦的鄧高寶珠，可是卻被後者打了一巴掌，被質問她怎會這麼笨也被騙去。雖然當時過得很苦，但當時陳鴦有喜歡上一個人，很多年後吐露說：「十幾天的戰亂戀情，若有似無，我在那裡五年多，他在的時候只有十多天，但他都買我的時間跟我聊天。」對當時的經歷她後來說：「我家窮，年紀很小就開始工作，因為這樣被騙去，我真的很不甘願。」戰後回到台灣，她將心中的秘密藏近半世紀。

### 勇然出面
1992年婦援會開辦慰安婦申訴專線，鄧高寶珠先出面控訴日本政府，五年後陳鴦阿嬤也出面。
多年好友鄧高寶珠在2006年過世，陳鴦阿嬤在四四南村的追思會哭著說：「寶珠過世前五天還打電話給我，要我好好保重身體，她無法和日本政府再計較了，希望大家能為她爭取公道。」 秀妹阿嬷、滿妹阿嬷、寅嬌阿嬷等慰安婦阿嬷也都頻頻擦拭眼角淚水，可是鄧高寶珠的親友全缺席。
2004年8月11日，陳鴦阿嬤與小桃阿嬤、原住民慰安婦之女高秀珠在漢城（今首爾）參加由「韓國挺身隊問題對策協議會」在日本大使館前舉行的週三定期抗議示威集會，三人一同唱著臺灣民謠《雨夜花》，以哀傷的曲調轉達心境。三年後，2007年8月14日，她與秀妹阿嬤、沈中阿嬤、滿妹阿嬤、寅嬌阿嬤一同到日本交流協會抗議，立委黃淑英也來聲援。

### 心靈療傷
婦援會替慰安婦阿嬷辦有許多心理治療的活動。如「阿嬤穿婚紗」，替陳鴦阿嬤、秀妹阿嬤、寅嬌阿嬤、滿妹阿嬤、小桃阿嬤、秀鳳阿嬤這六名阿嬤拍婚紗；「阿嬤參觀總統府」，她們六人再加上沈中阿嬤、芳美阿嬤參加，與總統會面；「阿嬤的畢業典禮」，阿嬤們獻唱她們求學時代的畢業歌《螢之光》，陳鴦阿嬤以擅長表演獲「最佳表演獎」。
婦援會於2008至2009年間，邀請阿嬤們參與攝影治療工作坊。有出遊拍照，陳鴦阿嬤十張照片有六、七張都是香蕉，旁人問之下才曉得，陳鴦曾用香蕉葉幫女兒退燒，香蕉想她想到女兒。2011年更在迪化街籌辦國內首次由慰安婦阿嬤創作的素人攝影展，但展出時十名學習攝影的阿嬤已兩人辭世。
陳鴦阿嬤在婦援會工作人員眼中是位大方、活潑、開朗的阿嬤。在該會舉辦的身心工作坊和旅遊活動中，都可以見其身影。她常以幽默拉近每一個人的距離，冷不防的一句笑話，更常逗得眾人大笑。她喜歡熱鬧，每次活動結束後，總是問下一次活動是何時。婦援會也因為知道陳鴦阿嬤喜歡熱鬧，不論是募款餐會還是亞洲團結會議的歡迎晚宴，都會邀請她一起來同歡。
2013年3月初，陳鴦阿嬤因感冒引起身體不適，平常已經服用太多慢性疾病的藥物的她不願再去看醫生與吃更多的藥，但還是被家人半強迫地帶去看醫生。同月13日，她在中午開始有嘔吐的狀況，孫子趕緊叫救護車送阿嬤到醫院急救。經急救三次，醫生判定已經沒有生命跡象，圍在一旁的孫子們，也決定讓阿嬤一路好走。

## 身後
2015年8月14日記錄陳鴦阿嬤與其他五位阿嬤療傷過程的《蘆葦之歌》在臺灣上映。